# Светлое (Харьковская область)
Светлое (укр. Світле) — село, Кириловский сельский совет, Красноградский район, Харьковская область, Украина.
Код КОАТУУ — 6323381003. Население по переписи 2001 года составляет 111 (43/68 м/ж) человек.

## Географическое положение
Село Светлое находится на расстоянии в 5 км от реки Берестовенька. На расстоянии в 1 км расположено село Крестище. Рядом проходит автомобильная дорога М-18 (E 105).

## История
- 1828 — дата основания.